# Elizabeth Stark
Elizabeth „Rachel“ Stark, auch Betty Stark (* 17. September 1923 in Glasgow; † 2000 in Indiana) war eine schottische Logopädin, Bergsteigerin und Teil der ersten nicht-männlichen Expedition in das Jugal Himal im Himalaya.

## Leben
Elizabeth Stark, die in ihrer Jugend als Rachel bekannt war, wurde in Glasgow als Tochter eines Beamten geboren. Sie benutzte ihr Leben lang verschiedene Formen ihrer Vornamen. In der Welt des Bergsteigens war sie aber als Betty bekannt. In den 1940er und 50er Jahren war sie, zumindest beruflich und in Publikationen, als Elizabeth bekannt. In den späten 1950er Jahren und bei ihrer Auswanderung in die USA hat sie als Rachel E. Stark veröffentlicht.
Die Familie zog aus beruflichen Gründen des Vaters nach London. Nachdem ihre Mutter erkrankt war, musste sie als Teenager den Haushalt für ihre Brüder und ihren Vater führen. Sie bestand die Aufnahmeprüfungen der Londoner Universität per Fernstudium, aber die Familie konnte es sich nicht leisten, ihre weitere Ausbildung zu finanzieren. 
Erst als sie mit 16 Jahren nach Glasgow zurückkehrte, konnte sie dank zweier Tanten, die das Geld für die Studiengebühren aufbrachten, ein dreijähriges Lehramtsstudium absolvieren. Sie erinnerte sich an eine ihrer Tutorinnen als eine "beeindruckende Dame", die die Sprachtherapie in Schottland begründete. Stark meldete sich für die ersten schottischen Kurse an, die zu einer Qualifikation als Lizenziat des Londoner College of Speech Therapists führten. Tagsüber arbeitete sie als Grundschullehrerin, nachts studierte sie mit anderen Medizinstudenten.
Die Wochenenden verbrachte sie in Krankenhäusern in Glasgow, wo sie genügend klinische Erfahrung sammelte, um einen Berufswechsel zu einer Beschäftigung als Schulsprachtherapeutin zu ermöglichen. Sie fand auch Zeit, sich als Lizenziatin der Royal Academy of Music, London, zu qualifizieren.
Stark war eine der frühen Absolventen der Glasgow School of Speech Therapy (heute Teil der University of Strathclyde). Ihre historischen Aufzeichnungen werden auch in den University of Strathclyde Archives and Special Collections aufbewahrt. Sie studierte dort in den letzten Jahren des Zweiten Weltkriegs und wurde Anfang 1946 zum Licentiate of the College of Speech Therapists ernannt. Bis 1950 fungierte sie als Redakteurin für zwei Ausgaben des Bulletins und veröffentlichte im folgenden Jahrzehnt Artikel im Newsletter des College of Speech Therapists zu unterschiedlichen Themen. Ein Artikel aus dem Jahr 1953 zum Beispiel untersucht anhand von Audits und Forschungsergebnissen die Effektivität von drei logopädischen Sitzungen pro Woche. Dies baute auf früheren Arbeiten von Maud Wohl in Dunbartonshire auf. Eine Bewertung der Wirksamkeit der Sprachtherapie für Kinder mit Dysfluenz von 1958 konzentriert sich auf prognostische Indikatoren.
In ihrem Berufsleben war sie eine Pionierin auf dem Gebiet der Sprachentwicklung von Kleinkindern. Sie schuf das erste Kodierungssystem zur Beschreibung der Laute, die Kleinkinder machen, und den Übergang zu den ersten Worten. Sie schrieb viele Abhandlungen über ihre Forschungen auf diesem Gebiet und hielt an Universitäten in der ganzen Welt Vorträge über Sprachentwicklung und Sprachprobleme, die durch genetische und neurologische Krankheiten entstehen.
Ihren Doktortitel in der Fachrichtung Kommunikationsstörungen erhielt sie 1965 vom Oklahoma State University Medical Center. Drei Jahre zuvor hatte sie ihren Abschluss in Sprachpathologie an der Northwestern University gemacht. Sie war Direktorin der Abteilung für Kommunikationswissenschaften und -störungen am Kennedy Krieger Institute in Baltimore, bevor sie Professorin für Audiologie und Sprachwissenschaften an der Purdue University Indiana wurde (1987-1991).

## Himalayaexpedition
Sie hatte viele Freizeitaktivitäten, engagierte sich bei einer kleinen Repertoire-Theatergruppe und machte mit dem Scottish Ladies' Mountaineering Club Klettertouren. Das Bergsteigen wurde zu einer Leidenschaft, zunächst in Schottland, dann in den österreichischen Alpen, im arktischen Norwegen und in Nepal. Sie schrieb über ihre Abenteuer für das "Scottish Field", das "Scots Magazine" und andere Journale. 
Im Jahr 1955 war Betty Mitglied der ersten dokumentierten weiblichen Expedition in den Himalaya, zusammen mit Monica Jackson und Evelyn McNicol bestiegen sie gemeinsam den Jugal Himal. Das Projekt wurde gemeinsam vom Verleger Collins und der Zeitschrift Life finanziert.
Die Expedition startete von Katmandu am 10. April 1955 und endete dort am 1. Juni. Sie schafften es, den bis dahin unkartierten Phurbal Chyachumbu Gletscher zu erreichen und erstiegen den 6151 m (20.180 Fuß) hohen Gipfel an der Grenze zwischen Nepal und Tibet. Sie nannten ihn Gyalgen Peak, nach ihrem leitenden Sherpa. Monica Jackson schrieb mit Elizabeth Stark 1957 das Buch Tents in the Clouds: the first women's Himalayan expedition über das Abenteuer.
Das vierte Mitglied der Expedition, Esmé Speakman, wurde durch eine bedauerliche Erkrankung daran gehindert, an der Expedition teilzunehmen. Ihre Präsenz ist im gesamten Buch allgegenwärtig, ist sie doch die Person, die die Gruppe zusammengebracht hatte, nachdem sie Monica Jackson in den französischen Alpen getroffen hatte. „Tents in the Clouds“ ist ausschließlich ihr gewidmet.
Über diese Erfahrung sprach sie bei mindestens zwei Gelegenheiten mit Logopäden. Starks bergsteigerische Leistungen wirken noch lange nach ihrem Tod in Ausstellungen, Vorträgen und Bergsteigerblogs nach.

## Privates
Sie war zweimal verheiratet. Ihr erster Ehemann, Herbert Seitz, starb 1984. Sie hatten keine Kinder. 1997 heiratete sie ihren zweiten Ehemann, Wilford Morris.
Von 2002 bis 2003 hatte die Scottish National Portrait Gallery eine Ausstellung mit dem Titel On Top Of The World, die Bilder von Evelyn McNicol, Monica Jackson und Betty Stark zeigte.

## Werke
- Rachel E. Stark, Paula Tallal, Rebecca Joan McCauley: Language, Speech, and Reading Disorders. In: Rebecca Joan McCauley (Hrsg.): Children: Neuropsychological Studies. Little, Brown and Company, Boston 1988, ISBN 978-0-316-81089-0.
- Language Behavior in Infancy and Early Childhood: Proceedings of a Pediatric Round Table Held at the Santa Barbara Biltmore Hotel, Santa Barbara, California, October 10-13, 1979